# Igreja Matriz de São Marcos (Calhandriz)
A Igreja Matriz de São Marcos (mais conhecida por Igreja de São Marcos), situada no Lugar da Igreja (Calhandriz), é a única Igreja da freguesia de Calhandriz.
Desconhece-se a sua data original de construção, sabendo-se apenas que foi reconstruída após o terramoto de 1755.

## História
Não se conhece a data original de construção da Igreja, existindo vestígios de uma construção romana (lápide trabalhada do período Romano) que terá existido no local onde hoje se ergue a Igreja.
No ano de 1755, após o grande terramoto que devastou a cidade de Lisboa e as regiões circundantes (como o Vale da Calhandriz), iniciou-se a reconstrução da Igreja de S. Marcos.
Entre os anos de 2001 e 2002 o templo foi alvo de obras de recuperação, promovidas pela paróquia local.

## Características
A Igreja apresenta características setecentistas.

Possuí uma imagem de São Marcos e uma tela com a figura da Nossa Senhora da Assunção (ambas do século XVIII). O altar-mor é revestido a talha dourada e policromada.

## Festas e Romarias
Todos os anos, no dia 25 de Abril (e em finais de Maio/inícios de Junho), realizam-se as festividades em honra de São Marcos.